# Markpackning

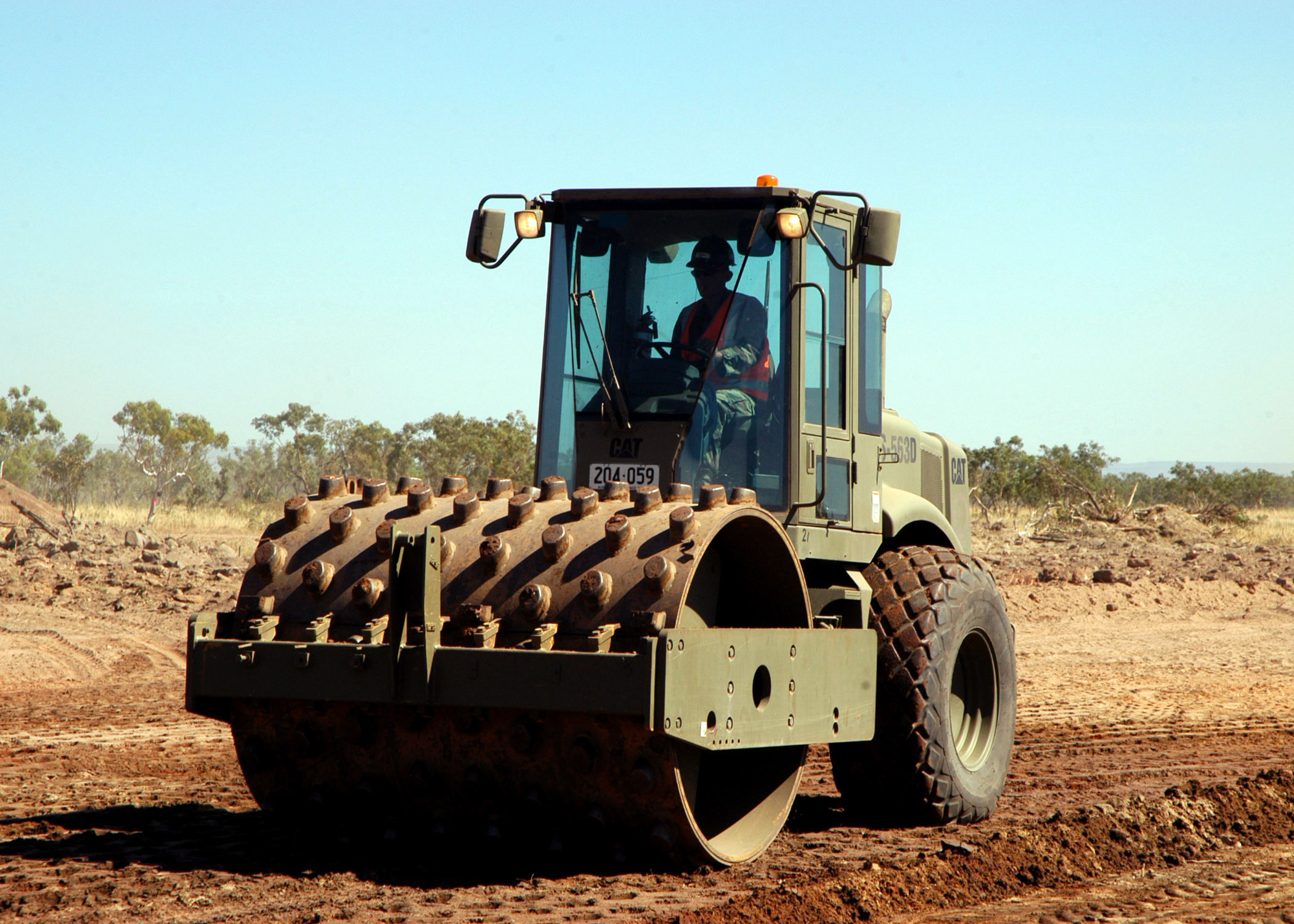
En fårfotsvält för markpackning.

Markpackning innebär att mark komprimeras (packas) genom en yttre kraft från till exempel traktor och skördetröska. Följden blir att markens makroporer försvinner och den totala porvolymen minskar, vilket leder till en kraftig minskning av markens vattengenomsläpplighet och därmed ett ökat dikningsbehov. Dessutom åtgår det mer energi för växtrötterna att penetrera markens porsystem, vilket har en negativ inverkan på rotdjupet och skörden. 
Markpackning i alven är alltid negativ ur grödans synvinkel, vilket har beskräftats i s.k. vinschningsförsök, där vinschning av redskapen ökade skörden med ca 30 % jämfört med traditionell traktordrift. Däremot kan en viss markpackning genom vältning ibland vara nödvändig för att uppnå lämpliga fuktighetsförhållanden i såbädden.

## Minimera markpackningen

### Bra dränering
När en blöt jord belastas vid en körning, sprids packningen på djupet. När en torr jord belastas vid en körning, så sprids packningen mer i sidan och når inte alls lika djupt. Dessutom får en torr jord betydligt större friktion mellan markpartiklarna, vilket resulterar i en betydligt bättre markbärighet för tyngre maskiner. 
Markpackningen kan således minimeras genom att undvika att köra när marken är för blöt, varför en bra dränering alltid är gynnsam. Dessutom försämras markstrukturen genom ältning, vid körning på blöt jord. 

### Hög anläggningsyta
Genom att minimera lufttrycket i däcken och montera breda däck och dubbelmontage på traktorn, skapas en större anläggningsyta mot marken. För att få ett lågt marktryck, gäller det att sprida ut belastningen över en så stor kontaktyta som möjligt.